# District de Salyan
Le district de Salyan (en népalais : सल्यान जिल्ला) est l'un des 77 districts du Népal. Il est rattaché à la province de Karnali. La population du district s'élevait à 241 716 habitants en 2011.

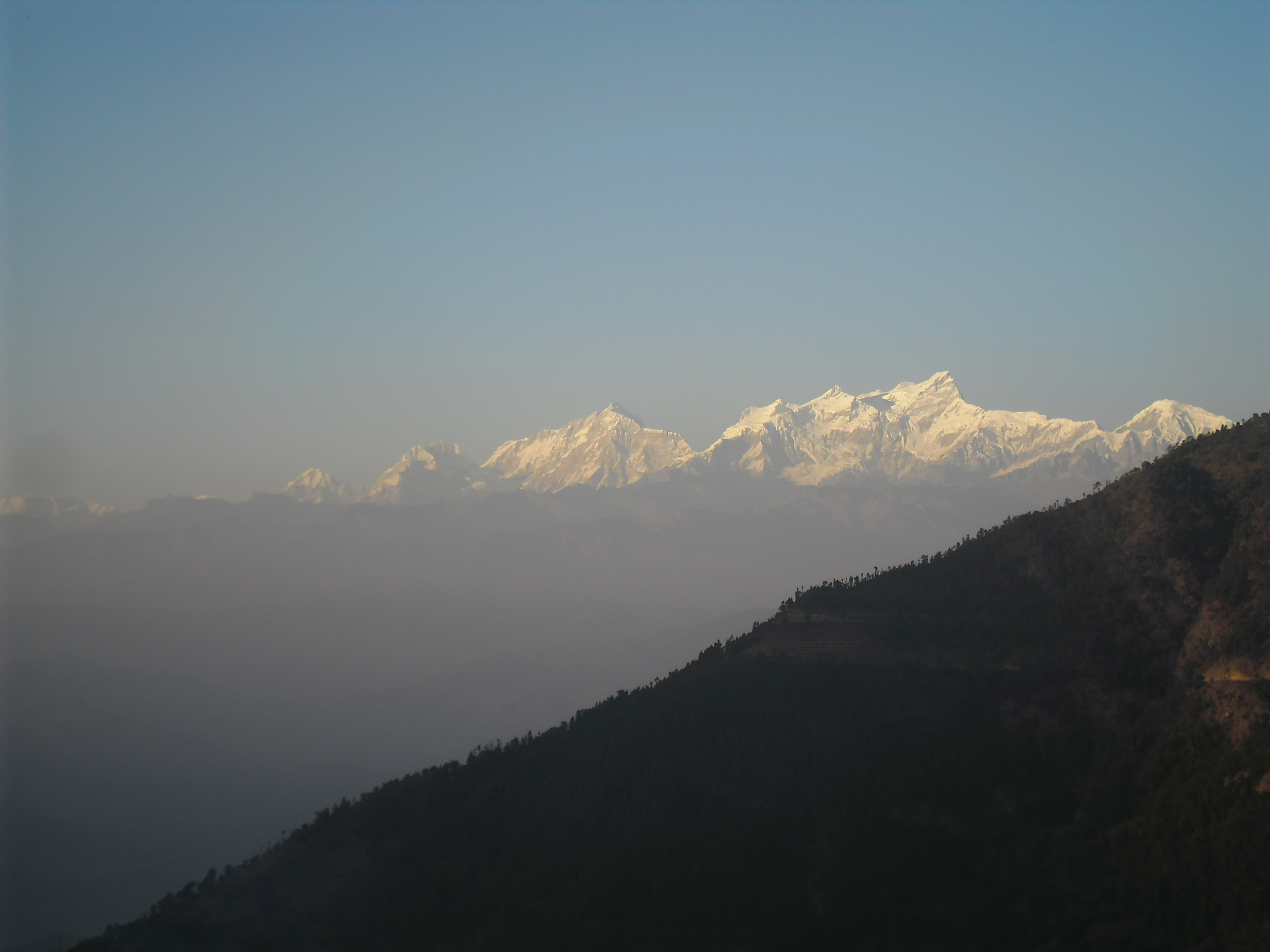
Vue sur l'Himalaya depuis Chhayachhetra

## Histoire
Il faisait partie de la zone de Rapti et de la région de développement Moyen-Ouest jusqu'à la réorganisation administrative de 2015 où ces entités ont disparu.

## Subdivisions administratives
Le district de Salyan est subdivisé en 10 unités de niveau inférieur dont 3 municipalités et 7 gaunpalikas ou municipalités rurales.
| #  | Nom            | Nom en népalais | Type         | Population (2011) | Superficie (km2) |
| -- | -------------- | --------------- | ------------ | ----------------- | ---------------- |
| 1  | Sharda         | शारदा             | municipalité | 33 730            | 198,34           |
| 2  | Bagchaur       | बागचौर            | municipalité | 34 118            | 163,14           |
| 3  | Bangad Kupinde | बनगाड कुपिण्डे       | municipalité | 36 052            | 338,21           |
| 4  | Kalimati       | कालिमाटी            | gaunpalika   | 23 005            | 500,72           |
| 5  | Triveni        | त्रिवेणी            | gaunpalika   | 16 624            | 119,11           |
| 6  | Kapurkot       | कपुरकोट           | gaunpalika   | 18 204            | 119,21           |
| 7  | Chhatreswari   | छत्रेश्वरी          | gaunpalika   | 21 452            | 150,69           |
| 8  | Siddha Kumakh  | सिद्ध कुमाख         | gaunpalika   | 13 593            | 89,36            |
| 9  | Kumakh         | कुमाख             | gaunpalika   | 24 972            | 177,28           |
| 10 | Darma          | दार्मा             | gaunpalika   | 19 996            | 81,46            |